# Billy-Chevannes
Billy-Chevannes è un comune francese di 364 abitanti situato nel dipartimento della Nièvre nella regione della Borgogna-Franca Contea.

## Società

### Evoluzione demografica
Abitanti censiti